# 耶尔德兹公园

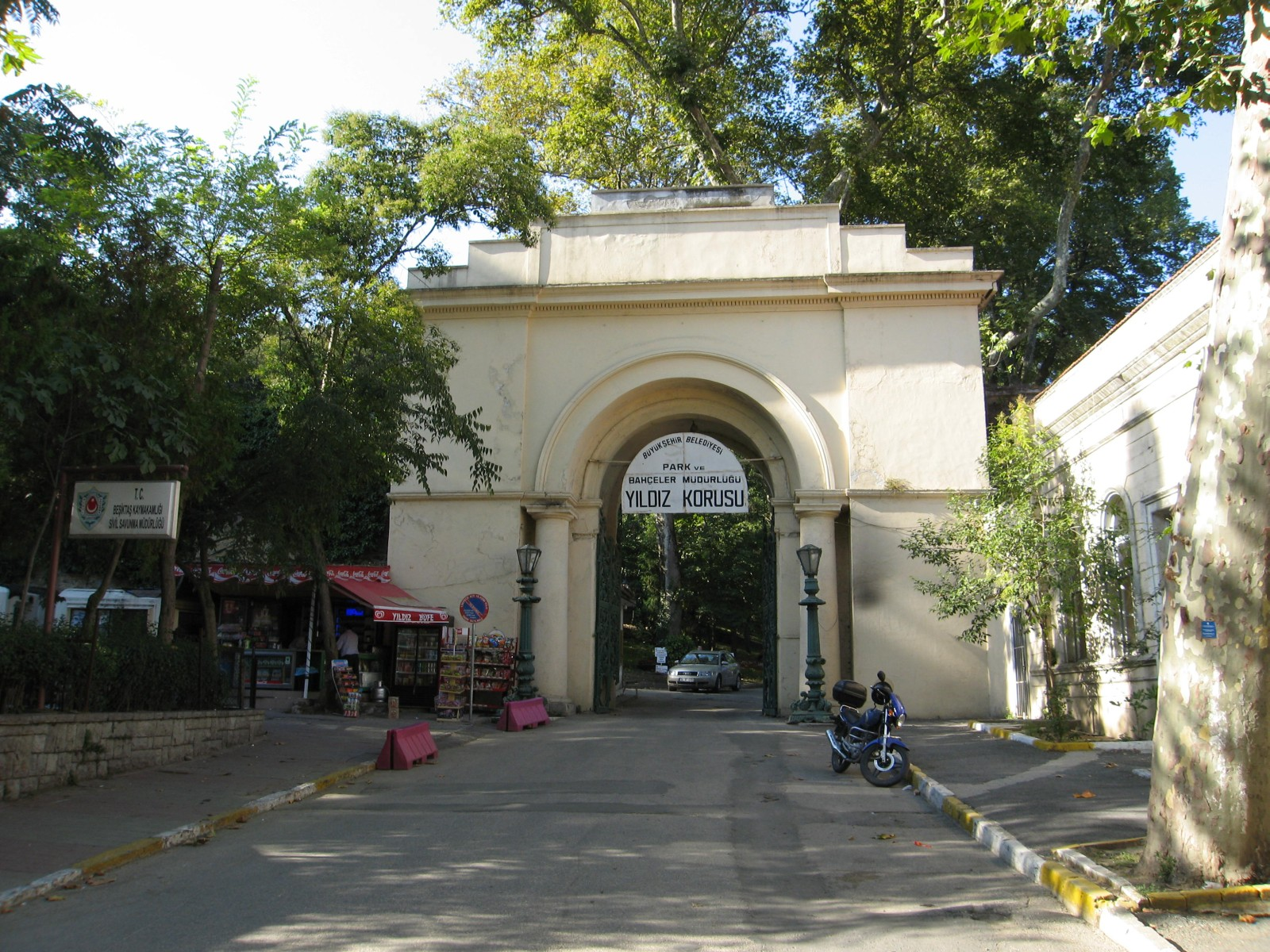

耶尔德兹公园 (土耳其語：Yıldız Parkı)是土耳其伊斯坦布尔贝西克塔什区的一个城市公园。它是伊斯坦布尔最大的公园之一，位于耶尔德兹区，介于耶尔德兹宫与彻拉安宫之间。

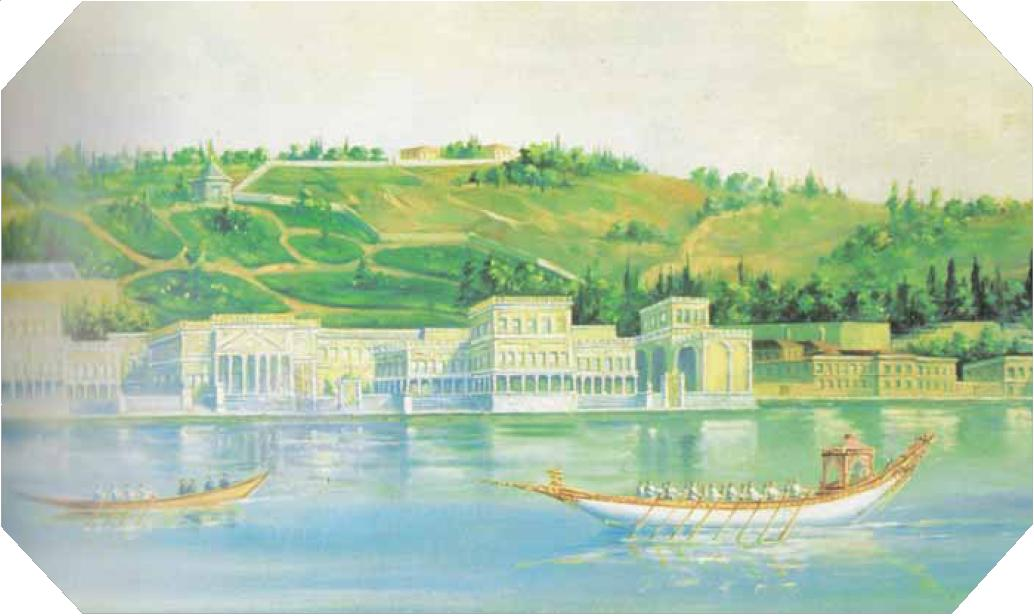

耶尔德兹公园原为耶尔德兹宫的皇家花园，从宫殿沿山坡向下，占地25-英畝（0.10-平方），周围环绕着高大的围墙，兴建于19世纪。
耶尔德兹地区原为森林。苏莱曼大帝曾在此打猎。在19世纪兴建宫殿后。耶尔德兹地区开始发展。

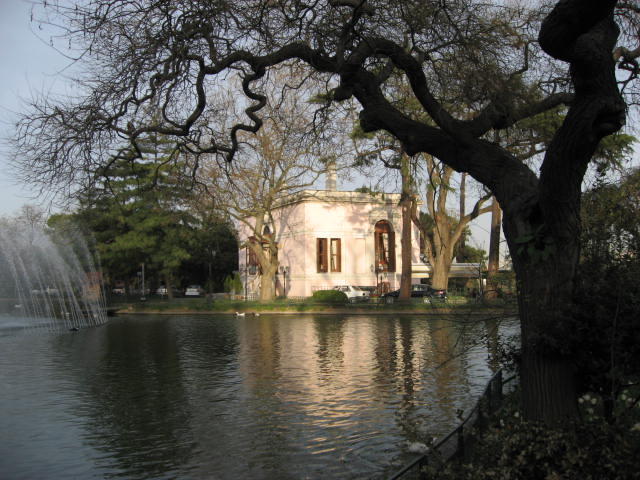
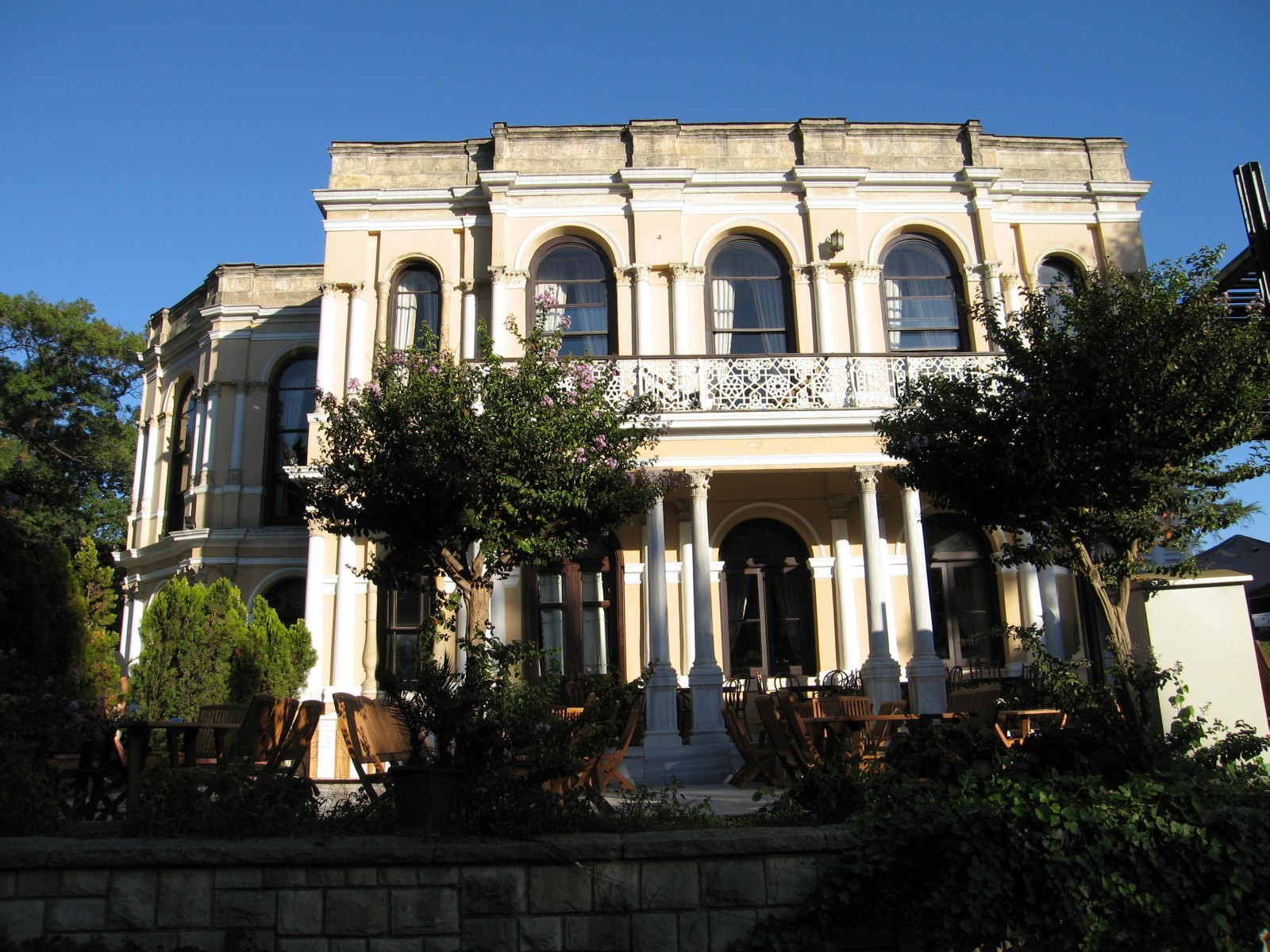
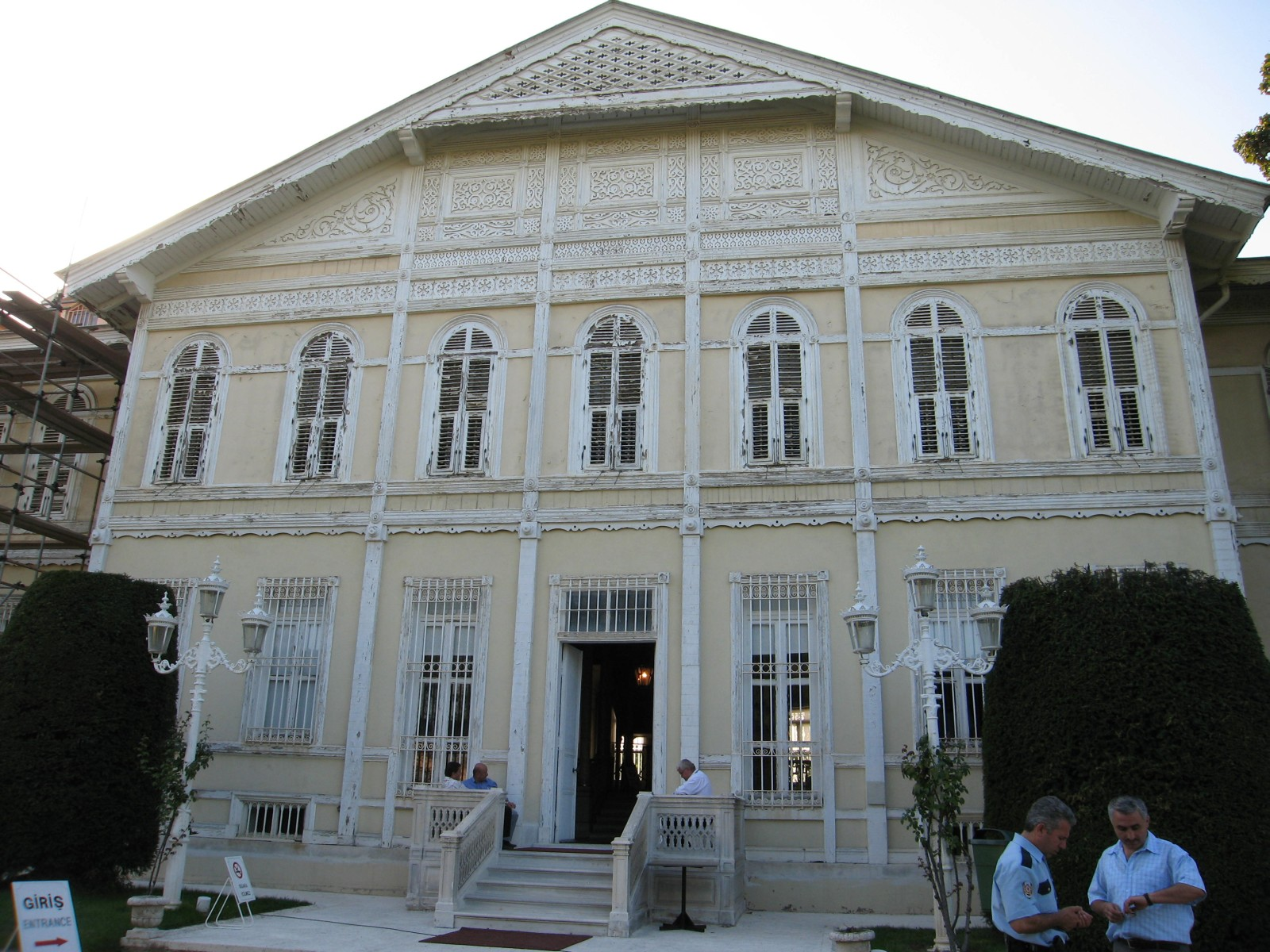
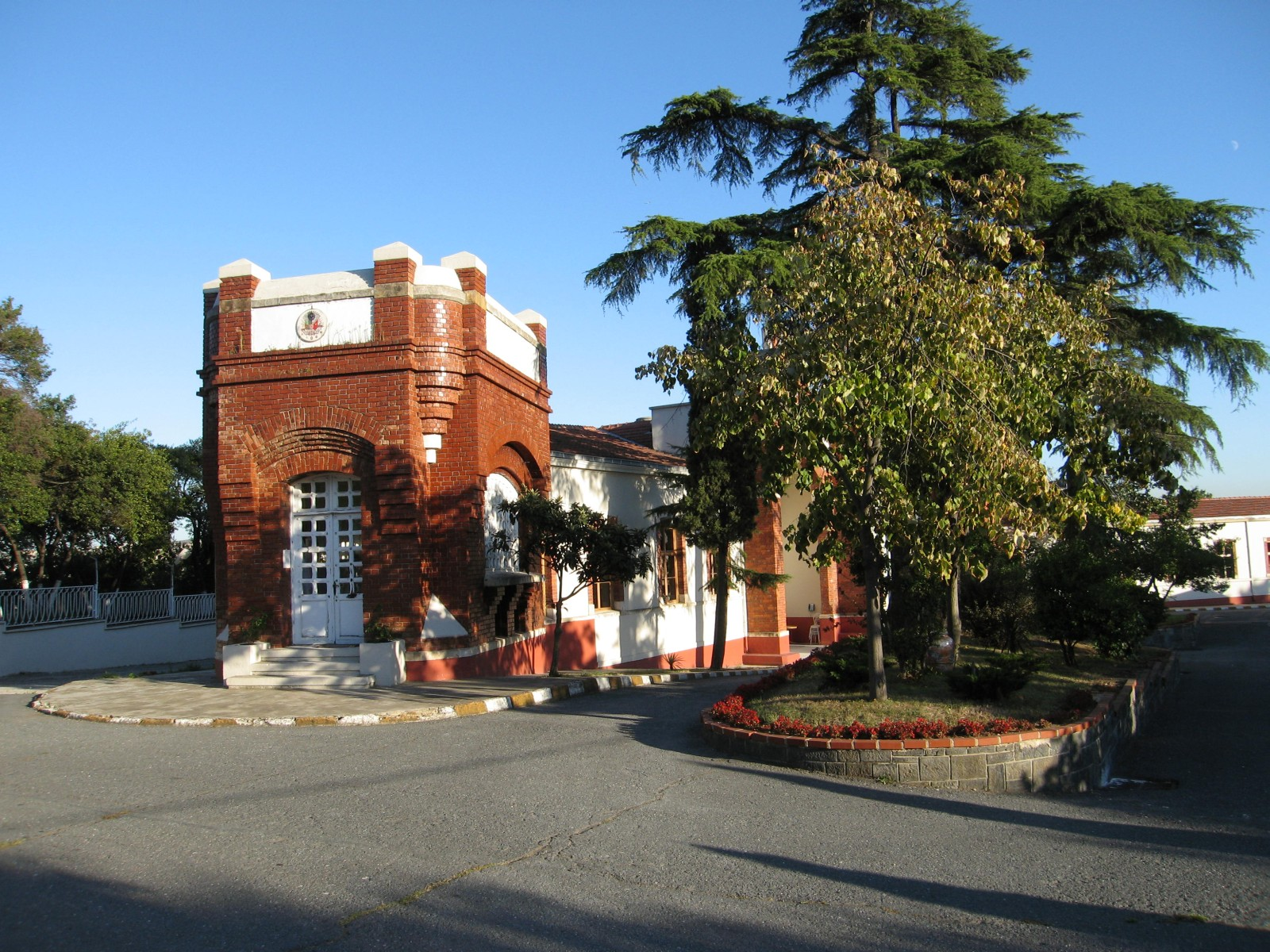
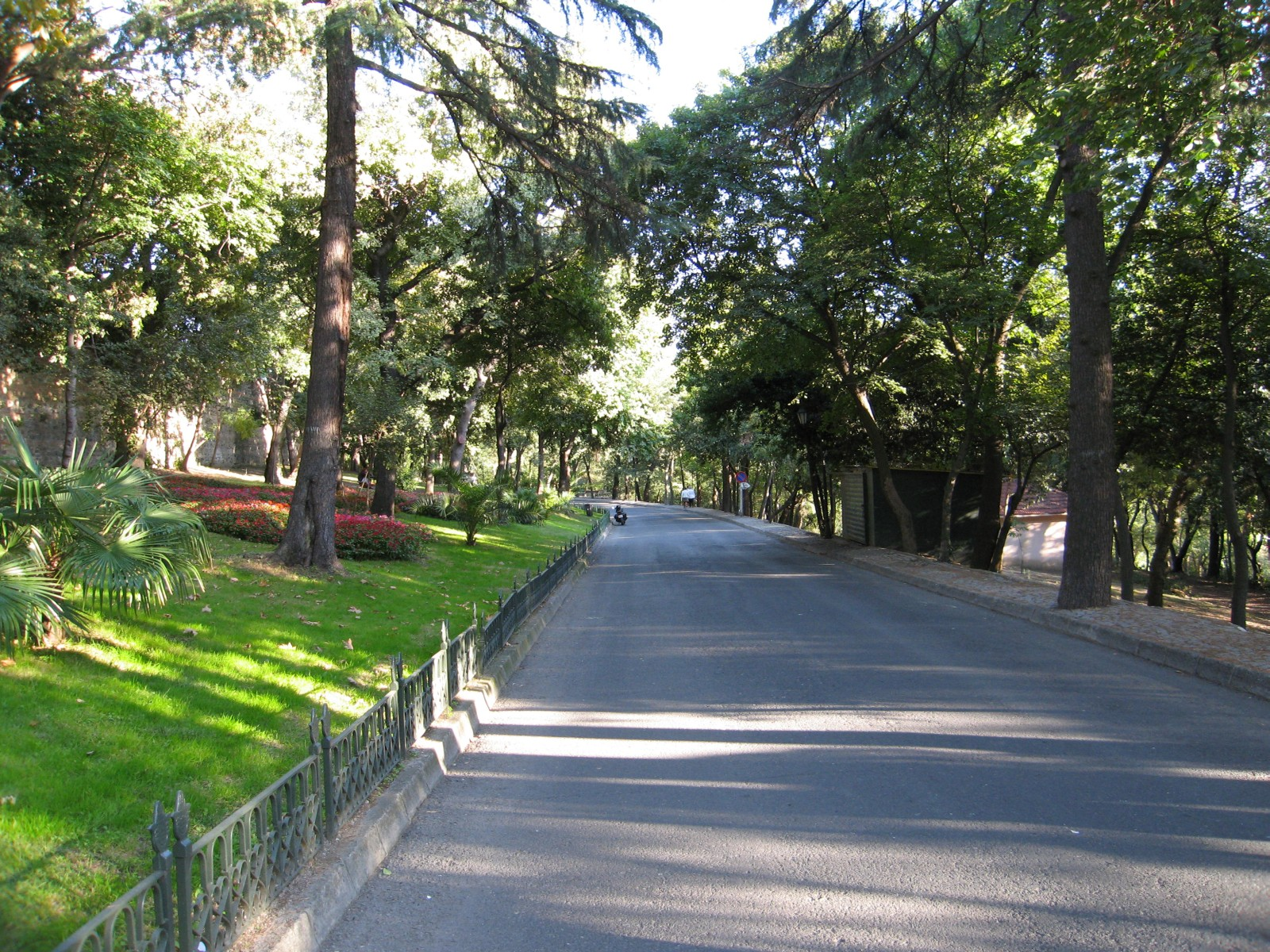

耶尔德兹公园内的植物来自世界各地。